# Affaire Rodica Negroiu
 (août 2019).
Si vous disposez d'ouvrages ou d'articles de référence ou si vous connaissez des sites web de qualité traitant du thème abordé ici, merci de compléter l'article en donnant les références utiles à sa vérifiabilité et en les liant à la section « Notes et références ».
L'affaire Negroiu également appelée « Affaire de l'empoisonneuse de Maxéville », est une affaire criminelle française qui débute le 14 décembre 1990 à Vandœuvre-lès-Nancy en Meurthe-et-Moselle lors du décès de Raymond Jactel, militaire à la retraite de 82 ans. L'enquête diligentée à l'occasion de ce décès révèle une seconde victime, en l’occurrence le second mari de Rodica Negroiu, dans le corps duquel on met en évidence la même substance toxique que celle trouvée dans le corps de Raymond Jactel, à savoir de la digoxine. La mise en exergue de ce double meurtre remémore dans la communauté roumaine de Tel Aviv, l'existence d'un premier mari, nommé Herman Goldstein, qui est décédé lui aussi dans des conditions suspectes.

## Les faits
Le 14 décembre 1990, Raymond Jactel, militaire à la retraite, décède à 20 h 30 à l'hôpital de Nancy de ce qui semble être un accident cardiaque après qu'il a appelé les secours. Il s'avère que Jactel a contracté un viager auprès de Rodica Negroiu, et qu'il a converti toutes ses économies en Bons du Trésor, soit 700 000 francs, qui disparaissent le jour de son décès.

## Enquêtes

### Enquête liée à Raymond Jactel
Avant de connaître Rodica, Jactel avait pris sous son aile le jeune Claude, un enfant de l'assistance publique, qu'il destinait à être son légataire. Après avoir rencontré Rodica les relations entre Jactel et Claude semblent se déliter : Jactel ne destine bientôt plus Claude à hériter de la maison. Toutefois, Jactel confie à Claude le lieu où il cachait les bons du Trésor ainsi que leurs numéros de série.
Quelques jours après le décès de Jactel, une personne se présente à La Poste pour échanger trois des bons du Trésor. Face à la demande du guichet de présenter sa pièce d'identité, le porteur repart sans insister. Alertés de cet incident les policiers font le lien avec les bons du Trésor disparus au décès de Raymond Jactel. Plus tard, les policiers présentent Roger, le compagnon de vie du moment de Rodica, au postier qui le reconnait formellement.
Les policiers découvrent que le contrat de viager entre Raymond Jactel et Rodica Negroiu avait été signé à peine deux mois avant le décès du retraité. Les termes du contrat précisaient une rente mensuelle de 2 000 francs à verser au bénéfice de Jactel, de plus Negroiu devait s'occuper de lui jusqu'à la fin de ses jours.
L'enquête de voisinage fait ressortir que si Negroiu s'occupait depuis deux années du retraité, celle-ci était réputée être autoritaire, pouvant avoir une emprise sur lui.
10 jours après son enterrement, le corps de Raymond Jactel est exhumé et des analyses sont effectuées sur ses viscères par l'institut de médecine légale de Strasbourg. Les analyses font ressortir la présente de digoxine  (digitaline) et du phénobarbital (un antiépileptique). L'enquête révèle qu'aucun médecin n'avait prescrit de tels médicaments à Jactel. En revanche, le 29 août 1990, c'est-à-dire six mois avant le décès du retraité, Rodica Negroiu s'était fait prescrire ces deux substances dans une pharmacie à Nancy.

### Enquête liée à Rodica Negroiu et à feu son second mari: Gérard Helluy
L'enquête fait ressortir qu'après avoir quitté sa Roumanie natale et être arrivée en France, Rodica Negroiu s'est mariée avec Gérard Helluy, 68 ans, qui est décédé deux ans après la noce, célébrée le 7 décembre 1985 à Nancy.
Interrogées, les sœurs et la belle-sœur de Gérard Helluy décrivent Rodica comme une profiteuse. Elles expliquent, par exemple, qu'à la suite du mariage Gérard a offert un appartement au fils de Rodica. De plus, il aurait été contraint d'offrir à Rodica un manteau de vison qui aurait coûté le prix de trois mois de pension, soit environ 14 500 francs. Par la suite en manque de liquidités, Gérard demande à Rodica de le lui restituer pour que le vendeur le lui reprenne, mais Rodica avoue alors l'avoir déjà revendu.
À la suite de cet incident, et accompagné par une sœur et une belle-sœur, Gérard se rend auprès du notaire pour déposer une demande de divorce et annuler la donation au dernier vivant qu'il a signée trois jours après le mariage. Il est avéré par une enquête des renseignements généraux qu'au début de leur mariage Gérard et Rodica ne vivaient pas sous le même toit : lui vivait à Custines et elle à Nancy. La demande de naturalisation faite par Rodica est rejetée à deux reprises pour ce motif. À la suite de ces rejets, Gérard et Rodica se mettent à vivre sous le même toit, toutefois la sœur et la belle-sœur de Gérard Helluy expliquent qu'ils ne partageaient pas la même chambre et que leur frère et beau-frère s'enfermait à clef la nuit dans sa chambre armé d'un nerf de bœuf et d'une chaîne de peur que Rodica l'agressât . La sœur et la belle-sœur affirment qu'en leur présence Gérard présentait un caractère fort lorsque Rodica était absente, mais en sa compagnie, il était complètement soumis.
Dans ce contexte, Gérard annule sa demande de divorce et signe une nouvelle donation au dernier vivant.
Le jour du décès de son mari Gérard, Rodica vient à peine d'acquérir la nationalité française et d'obtenir le droit de toucher une pension de réversion en cas de décès de son époux, ainsi que de bénéficier de la donation au dernier vivant. Rodica parle du décès de son mari comme des conséquences d'un excès d'alcool. Un médecin signe l'acte de décès en mentionnant cette cause, toutefois l'autopsie effectuée quatre ans après son décès déterminera que les prélèvements effectués sur les cheveux, les poils et le foie de Gérard Helluy contiennent de la digoxine à des doses pouvant expliquer son décès. Effectivement l'analyse de la croissance des cheveux démontre une consommation chronique de digoxine par Helluy, étalée sur plusieurs mois.
Cette particularité est aussi retrouvée sur les échantillons de cheveux prélevés sur Jactel : sa consommation de digoxine s'avèrera elle aussi chronique, étalée sur plusieurs semaines.

### Enquête liée à Rodica Negroiu et à feu son premier mari: Herman Goldstein
À la suite de ces éléments, Rodica Negroiu est inculpée de deux homicides volontaires et écrouée à la maison d'arrêt Charles III de Nancy. Les similitudes entre cette affaire et celle de Simone Weber font alors grand bruit dans la Presse jusqu'auprès de la communauté roumaine de Tel Aviv-Jaffa. C'est ainsi qu'à Tel Aviv, en lisant la Presse, Esther Goldstein, la sœur du premier mari de Rodica Negroiu, Herman Goldstein, découvre le double meurtre dont est suspectée son ex-belle-sœur. Elle contacte le juge de Nancy pour lui faire part du premier mariage, en 1982 avec son frère, alors que Rodica et Herman vivaient en Roumanie, et du décès suspect de son frère à 51 ans d'une crise cardiaque.

## Remise provisoire en liberté
Pendant son incarcération provisoire, l'avocat de Rodica Negroiu réclame des contre-expertises sur les corps de Jactel et Helluy. Les analyses sont effectuées par l'Institut médico-légal de Paris. Les résultats ne sont positifs que concernant la présence de phénobarbital dans le corps de Jactel, mais sont négatifs sur les deux corps concernant la digoxine. L'avocat dépose une demande de liberté pour sa cliente et l'obtient contre une caution de 500 000 francs.
Une troisième expertise toxicologique est alors diligentée par le juge auprès d'un expert de Lille. Les résultats sont cette fois-ci positifs et conformes aux premières analyses. Interrogé sur cette fluctuation de résultats entre les différentes analyses l'expert explique au juge que les résultats dépendent de la quantité d'échantillonnage expertisé et de la méthode d'analyse. Malgré ces nouveaux résultats le juge décide de maintenir Rodica Negroiu en liberté.

## Retour en détention provisoire
Pendant sa période de liberté, Rodica Negroiu porte plainte contre un certain nombre d'acteurs de son dossier : contre X, contre Esther Goldstein, contre les voisins de Raymond Jactel, contre Claude, contre la famille Helluy, contre le directeur de la maison d'arrêt de Nancy, contre le juge chargé de son dossier, contre les policiers l'ayant entendue. À la suite de ses plaintes, Rodica est condamnée à deux reprises pour dénonciation calomnieuse et réincarcérée.

## Procès
Le juge d'instruction décide de poursuivre Rodica uniquement pour le meurtre de Raymond Jactel et celui de Gérard Helluy. La défense de Rodica Negroiu est assurée par Alain Behr et Gérard Michel.
Le procès débute le 21 juin 1999 à la cour d'assises de Meurthe-et-Moselle, à Nancy. Au cours de ce procès le comportement de Rodica joue en sa défaveur : elle est décrite comme ayant un besoin de contrôle absolu de son procès, comme faisant preuve de colère lorsqu'elle est contredite. Elle agresse, menace et insulte les témoins. La Présidente du Tribunal laisse faire, un choix que l'avocat de la famille Helluy analysera comme relevant d'une grande habileté, l'objectif étant alors de faire jaillir la vérité en abaissant les défenses de la prévenue. Rodica tombe dans ce piège :
- Ainsi, Claude, l'héritier choisi par Raymond Jactel, avoue finalement avoir encaissé les 700 000 francs en bons du Trésor dès le décès de celui-ci : il possédait les numéros de série des bons. Cette révélation était susceptible d'invalider un des mobiles de la prévenue pour assassiner Raymond Jactel (restait celui de la maison en viager). Néanmoins cette dernière commet l'erreur d'exploser de colère en traitant la partie civile de voleuse. Cette stratégie développée par Claude et pouvant initialement le mettre en danger le fera finalement passer pour le héros du procès, celui qui aura pu mener Rodica à dévoiler sa véritable nature cupide au jury. Effectivement, folle de rage Rodica pointe Claude comme étant donc la personne lui ayant volé "ses" bons du Trésor, des bons qui pourtant ne lui appartenaient pas[1].

- De plus, l'autre événement marquant de ce procès est la présentation devant la cour de tous les objets qui ont été trouvés chez Rodica pendant la perquisition du domicile. Bon nombre étaient la propriété de Raymond Jactel. Elle affirme pourtant que chaque objet lui appartenait, à elle, car provenant de Roumanie. Chose impossible. Face à ce comportement, et sans que Rodica ne le voie, l'avocat de la Partie Civile y glisse sa propre montre puis demande à Rodica à qui elle appartient. Tombant dans ce piège, elle répond que la montre lui appartient, finissant ainsi par se présenter auprès des jurés à la fois comme une personne cupide et une menteuse[1].

À l'issue de ce procès, en juillet 1999, le jury suit les réquisitions de l'avocat général et condamne Rodica Negroiu à 20 ans de réclusion criminelle. À cette époque le pourvoi en appel n'existe pas, la peine est donc définitive.
En 2002, le tribunal de grande instance de Nancy déclare le mariage de Rodica Negroiu et de Gérard Helluy nul et la déchoit de sa nationalité française.
Rodica Negroiu sort de prison le 24 janvier 2015. Elle a passé la plupart du temps de sa peine au mitard à cause de son esprit de révolte vis-à-vis de l'autorité pénitentiaire.

## Demandes de révision
L'avocat de Rodica Negroiu, dans une première demande de révision, déposée en 2007, avait démontré que les experts avaient oublié de relever que Raymond Jactel prenait un médicament (Colchimax) contenant du phénobarbital. La Commission de révision avait pris acte mais avancé que le taux de barbituriques dans le sang de Jactel n’était pas compatible avec une prise thérapeutique. Et elle avait rejeté la demande.
Lors de la seconde requête en révision, déposée en novembre 2011, l’avocat avait soutenu que pour le phénobarbital, découvert, selon les experts, « à des doses toxiques », « de récentes découvertes scientifiques » avaient démontré qu’il était « impossible d’extrapoler un résultat post-mortem dans le sang pour en déduire une concentration du vivant ». Pour la digoxine, retrouvée par deux experts sur trois à des doses thérapeutiques dans les corps de Jactel et Helluy, Me Behr avait avancé que « d’après des découvertes postérieures au procès, certains patients qui souffrent de pathologies dont étaient atteintes les deux victimes (diabète, hypertension artérielle, infarctus du myocarde, éthylisme) produisent de façon endogène des DLIS (Digoxin Like Immunoreactive Substances), des substances identiques à la digoxine ».
En septembre 2014, la Commission d’instruction, filtre préalable à une éventuelle saisie de la Cour de révision, seule habilitée à annuler un verdict criminel, avait ordonné un supplément d’information.
L’expert commis devait dire si les pathologies d’Helluy et Jactel avaient pu avoir une influence quelconque sur le taux de digoxine relevé post-mortem mais il devait également décrire les DLIS et les circonstances précises dans lesquelles certaines pathologies seraient causes d’anomalies ou d’un changement du taux des substances imunoréactives.
L’expert a répondu qu’il n’apparaissait « pas possible, eu égard à l’absence avérée des dossiers médicaux, d’évaluer les pathologies des victimes dans l’année précédent leurs décès ». Par ailleurs, il a assuré que « l’hypertension artérielle, le diabète et l’infarctus du myocarde ne sont pas mentionnées dans les causes de présence des DLIS ».
La demande de révision a donc été rejetée.
2015 : Rodica Negroiu : « Ils m’ont volé ma vie… » : Condamnée en 1999 à 20 années de réclusion criminelle pour deux empoisonnements, la Nancéienne Rodica Negroiu a purgé sa peine et est sortie hier de prison. À 75 ans, mais toujours aussi combative…
2023 : Encore raté ! : La troisième requête en révision déposée par Rodica Negroiu, aujourd’hui âgée de 83 ans, a encore été rejetée. Le 2 juillet 1999, cette infirmière d’origine roumaine avait été condamnée à 20 années de réclusion criminelle pour deux empoisonnements avec préméditation. Elle n’a jamais cessé de crier son innocence, même après sa sortie de prison, en janvier 2015.

### Documentaires télévisés
- « Rodica Negroiu, l'empoisonneuse de Maxéville » le 24 mars 2013 dans Faites entrer l'accusé présenté par Frédérique Lantieri sur France 2.
- « Rodica, l'héritage mortel » (deuxième reportage) dans « Séductions mortelles » le 28 mars 2019 dans Héritages sur NRJ 12.
- « Elle empoisonne 2 hommes pour récupérer l'héritage » le 30 juin 2021 dans Crimes & Faits Divers, La Quotidienne sur NRJ12.
- « Affaire Rodica Negroiu, beauté empoisonnée» le 4 mars 2023 dans  Au bout de l'enquête, la fin du crime parfait ? sur France 2.

### Émission radiophonique
- « L'affaire Rodica Negroiu » le 19 janvier 2018 dans Hondelatte raconte sur Europe 1[9]